# Festival littéraire de Savennières - Terres à vins, terres à livres
Le festival littéraire Terres à vins, Terres à livres se déroule fin septembre à Savennières, dans le département de Maine-et-Loire.

## Présentation
Le principe de ce festival est d’en faire un lieu de rencontre entre les lecteurs et les auteurs, d’une part, et de l’autre, entre des régions Patrimoine mondial de France, ou d’Europe, marquées comme l’Anjou, par la présence d’un riche patrimoine architectural, culturel et viticole.

## Historique
Le festival a eu lieu pour la première fois à Savennières, les 1er et 2 octobre 2005, sous l'impulsion de l’écrivain Danièle Sallenave de l'Académie française, membre du jury du Prix Fémina, Prix Renaudot 1980 pour Les Portes de Gubbio, et, en 2005, pour l’ensemble de son œuvre, grand prix de littérature de l'Académie française et grand prix Jean Giono.

## Auteurs et régions viticoles

### Édition 2005
Danielle Sallenave crée dans son village natal un festival littéraire qu'elle a appelle « Terres à vins, terres à livres ». Pendant trois jours ce sont des rencontres d'écrivains avec les bibliothécaires du village, les enfants des écoles et les lecteurs.
Auteurs présents à la 1re édition du festival littéraire : Lucia Carle, Valentine Goby, Carlo Dottor et Jean-Marie Laclavetine.
Région viticole Patrimoine mondial invitée : L'Italie, région Andar per Langa (Piémont), village Pezzolo Valle Uzzone (Provincia Cuneo).

### Édition 2006

#### Terres à Livres
Autour de Catherine Goulpeau et de Danièle Sallenave, les membres du comité de lecture et les participants s'entretiennent avec deux écrivains : Koffi Kwahulé, écrivain ivoirien, Babyface, prix Kourouma 2006 et, Philippe Claudel, Les Âmes Grises, prix Renaudot 2003.

#### Terres à Vins
Rencontre avec Miklos Szabo, Historien, Professeur à l'Université de Budapest et Gabor Kardos, traducteur en langue française de l'œuvre de l'écrivain hongrois Bela Hamvas, Un livre de prières pour les Athées : Philosophie du Vin (1945). Gabor Kardos parle également de son domaine viticole du lac Balaton.
Région viticole Patrimoine mondial invitée : La Hongrie, région du Tokay (Tokaji). Présentation du circuit des Maisons d’Écrivains par un représentant du Département de Tokaj (Hongrie).
Présentation par la mission Val de Loire (Tours) du programme communautaire « Vitour », qui met en réseau 7 régions viticoles européennes par ailleurs inscrites au Patrimoine de l'Unesco, dont le Val de Loire et le Tokaj.

### Édition 2007
Auteurs présents : Danièle Sallenave, Jean-Paul Gislard (photographe cinéaste), Joël Glaziou, Yoann, Noëlle Châtelet, Daniel Maximin, Marie-Catherine Conti.
Région viticole Patrimoine mondial invitée : le Portugal pour son région viticole du Haut Douro.

### Édition 2008
Les auteurs présents au cours de cette 4e édition : Muriel Bloch, Marie-Pierre Fark], Dominique Barbéris, Marie-Catherine Conti, Cécile Ladjali (prix Fémina 2007 pour son roman Mauvaise langue).
Région viticole Patrimoine mondial invitée : l'Allemagne, région de Rhénanie-Palatinat, le Rhin Moyen Romantique.

### Édition 2009
Les auteurs présents : Patrick Grainville, Maylis de Kerangal, Geneviève Mottas, Marie-Catherine Conti, Le Bibliothéâtre (invité John Foley, photographe).
Région viticole Patrimoine mondial invitée : la Suisse, région de Lavaux, vignobles en terrasses.

### Édition 2010
L'auteur invitée d'honneur était Michelle Perrot, Alphonse Konate, Madeleine Gobeil et la région viticole Patrimoine mondial invitée : le Val d'Orcia.

### Édition 2011
Les auteurs présents : Dominique Fernandez de l'Académie française, Olivia Rosenthal, Ferrante Ferranti, Marie-Catherine Conti, Sandrine Martin, Ensemble barocArtémys.
Région viticole Patrimoine mondial invitée : la France, juridiction de Saint-Émilion.

### Édition 2012
Les auteurs présents : Amin Maalouf de l'Académie française, Carole Martinez, Ibrahim Maalouf, Marie-Catherine Conti, Chantal Cahour,.
Région viticole Patrimoine mondial invitée : l'Autriche, vignobles de Fertö - Neusiedlersee.

### Édition 2013
Pour l'édition de septembre 2013, ce sont Annie Ernaux et Olivier Adam qui sont invités.

### Édition 2014
Pour sa dixième édition, le festival reçoit notamment Alain Rey, écrivain et linguiste et Vincent Rémy, écrivain et rédacteur en chef de Télérama.

## Fonctionnement

### Direction du festival
Danièle Sallenave en est la présidente,,.

### Administration
Le festival est géré par l'association Festival Littéraire "Terres à Vins, Terres à Livres" de Savennières.

### Autres sources
- Colette Fellous, « Savennières, terres à vins, terres à livres », France Culture, Carnet nomade,‎ 25 novembre 2007